# Bataysk
Bataysk é uma cidade da Rússia, no oblast de Rostóvia, situada a 15 km a sul de Rostóvia do Dom. Foi fundada em 1769 e elevada a cidade em 1938.

## Segunda Guerra Mundial
No decurso da Batalha do Cáucaso, Bataysk foi ocupada pelas tropas alemãs em 27 de julho de 1942. A cidade foi libertada em 7 de fevereiro de 1943.